# ماکسیم فادیف
ماکسیم فادیف (روسی: Максим Александрович Фадеев؛ زادهٔ ۶ مهٔ ۱۹۶۸) موسیقی‌دان اهل اتحاد جماهیر شوروی است. وی از سال ۱۹۸۹ میلادی تاکنون مشغول فعالیت بوده است.